# Pterostichus menetriesi
Pterostichus menetriesi är en skalbaggsart som beskrevs av Victor Ivanovitsch Motschulsky. Pterostichus menetriesi ingår i släktet Pterostichus och familjen jordlöpare. Inga underarter finns listade i Catalogue of Life.